# Battlefield 1942
Battlefield 1942 (BF1942) е компютърна игра, екшън от първо лице на тема Втората световна война. Разработена е от Digital Illusions CE и през 2002 г. бива издадена от Electronic Arts за Microsoft Windows, а през 2004 г. – и за Apple Macintosh. Предназначена е предимно за отборна игра в мултиплейър, но има и кампания от мисии за един играч, в която ролята на съотборници и противници играят управлявани от компютъра ботове.
През 2012 година играта е пусната за безплатно сваляне по повод 10-а ѝ годишнина от излизането на пазара.

## Геймплей
Играчите могат да поемат ролята на пехотинци от пет различни класа – разузнавач/снайперист, щурмовак (въоръжен с лека картечница или карабина), войник с противотанково оръжие, както и полеви лекар или инженер. Освен това, независимо от избрания клас, играчите могат да поемат контрола над различни бойни машини от периода на Втората световна война – танкове, самоходна артилерия и ракетни установки, бронетранспортьори и джипове, изтребители и бомбардировачи, линейни кораби, подводници и самолетоносачи, както и стационарни картечни установки, противовъздушни оръдия и батареи за брегова охрана.
Битките се развиват на карти, обхващащи почти всеки фронт на войната – Северна Африка, Тихия океан, Източния и Западния фронт в Европа. Всяка битка е между представител на Силите на Оста – Германия и Япония, и на Съюзниците – САЩ, Великобритания и СССР. В официалните продължения на играта и в един пач са добавени Италия, Свободна Франция и Канада.
Както повечето игри, предназначени за разпространение и в Германия, Battlefield 1942 е цензурирана да не съдържа свастики и други нацистки символи – за символи на Германия се използват флага Германската империя и стилизираната версия на железния кръст – Balkenkreuz. Освен това насилието в играта е донякъде нереалистично заради липсата на кръв и на каквото и да било друго изображение на нараняване. Рейтингът на PEGI за играта е „16+ – Насилие“.

## Битки
Солова кампания:
- Operation Battleaxe (Операция Бойна секира)
- Gazala (битката при Газала)
- Wake Island (битката за остров Уейк)
- Kursk (битката при Курск)
- Tobruk (обсадата на Тобрук)
- Midway (битката при атола Мидуей)
- Stalingrad (битката при Сталинград)
- El Alamein (Ел Аламейн)
- Guadalcanal (кампанията на Гуадалканал)
- Kharkov (вероятно Белгородско-Харковската операция)
- Omaha Beach (плажа „Омаха“ по време на десанта в Нормандия)
- Bocage (Битката при Вилер-Бокаж)
- Market Garden (Операция Маркет-Гардън)
- Battle of the Bulge (Арденската офанзива)
- Berlin (битката за Берлин)
- Iwo Jima (битката за Иво Джима)

Добавени:
- Battle of the Coral Sea (битката за Коралово море)
- Battle for Britain (битката за Британия)
- Operation Aberdeen (Операция Абърдийн)
- Invasion of the Philippines (битката за Филипините)
- Liberation of Caen (освобождението на Кан)

## Продължения

### The Road To Rome
Създателите на Battlefield 1942 издават първото продължение озаглавено Battlefield 1942: The Road To Rome (Пътят към Рим) на 2 февруари 2003 в Северна Америка, и на 7 февруари 2003 в Европа. Новата игра включва войските на Италия и Свободна Франция, воюващи на Италианския фронт като са добавени и нови оръжия и превозни средства за съответните мисии, които са 6 на брой:
- Battle of Anzio (битката при Анцио)
- Battle of Monte Cassino (битката при Монте Касино)
- Battle of Salerno (битката за Салерно)
- Monte Santa Croce (?)
- Operation Baytown (Операция Бейтаун)
- Operation Husky (Операция Хъски)[1]

### Secret Weapons of WWII
Battlefield 1942:Secret Weapons Of WWII излиза на 4 септември 2003 в САЩ и ден по-късно в Европа. Играта включва бойни прототипи, експериментални и рядко използвани оръжия и превозни средства. Добавени са 9 нови карти, като бойните действия се водят в сърцевината на Германия. Успоредно с продължението излиза пач допълващ и оригиналната игра.

### Модификации
Най-известните модификации за Battlefield 1942 са Desert Combat, Forgotten Hope, Eve of Destruction и други.

## Списък с превозните средства в Battlefield 1942

### Съюзниците

#### Наземна
- M4 Шърман – лек танк (САЩ, Великобритания, Канада)
- М10 – тежък танк (САЩ, Великобритания, Канада)
- T-34/76 – лек танк (СССР)
- T-34/85 – тежък танк (СССР)
- M7 Прийст – самоходна артилерия (САЩ, Великобритания)
- Секстън самоходна артилерия (Канада; добавена в пач)
- БМ-13 Катюша – ракетна установка (СССР)
- M3 – верижна бронирана кола (САЩ, Великобритания, СССР)
- Уилис MB – джип (САЩ, Великобритания, СССР)
- Линкс – разузнавателна кола (Канада; добавена в пач)
- М3 Грант – танк (САЩ, Великобритания, Свободна Франция, от The Road To Rome)
- M3 75 mm GMG – верижна бронирана кола с оръдие (САЩ, Великобритания, Свободна Франция, от The Road To Rome)

#### Въздушна
- F4U Корсар – изтребител (САЩ)
- Спитфайър – изтребител (Великобритания)
- P-51 Мустанг – изтребител (САЩ)
- Як-9 – изтребител (СССР)
- Ил-2 – самолет-щурмовак (СССР)
- Дъглас SBD Донтлес – пикиращ бомбардировач (САЩ; в разновидност с бомби или с торпедо)
- Боинг B-17 Летяща Крепост – стратегически бомбардировач (САЩ, Великобритания)
- DH98 Москито – бомбардировач-изтребител (САЩ, Великобритания, от The Road To Rome)

#### Морска
- HMS Принцът на Уелс – линеен кораб (САЩ)
- USN Клас Флетчър – разрушител (САЩ)
- USS Ентърпрайз – самолетоносач (САЩ)
- USN Клас Гато – подводница (САЩ)
- LCVP – десантна лодка (САЩ)
- Надуваема лодка – лодка (Канада; добавена в пач)

#### Стационарна
- М2 Браунинг – тежка картечница (САЩ, Великобритания, СССР, Канада, Свободна Франция)
- Орднанс QF 25 паундър – артилерийско оръдие (САЩ, Великобритания, Свободна Франция, от The Road To Rome)

### Оста

#### Наземна
- Панцер 4 D – лек танк (Германия)
- Тигър 1 – тежък танк (Германия)
- Веспе SdKfz 124 – самоходна артилерия (Германия, Италия, Япония)
- Ханомаг Sd.Kfz. 251 – верижна бронирана кола (Германия, Италия; за Япония е заменен впоследствие с Хо-Ха Тип 1)
- Фолксваген Кубелваген – джип (Германия, Италия; за Япония е заменен впоследствие с Курогане Тип 95)
- Чи Ха Тип 97 – лек танк (Япония)
- Курогане Тип 95 – джип (Япония; добавена в пач)
- Хо-Ха Тип 1 – верижна бронирана кола (Япония; добавена в пач)
- Фиат M11/39 Каро Армато – лек танк (Италия, от The Road To Rome)
- Щурмгешюц III G – тежък танк (Германия, Италия, от The Road To Rome)

#### Въздушна
- Messerschmitt Bf 109 – изтребител (Германия, Италия)
- Junkers Ju 87 – пикиращ бомбардировач (Германия)
- Junkers Ju 88 – тактически бомбардировач (Германия; добавен в пач)
- A6M Zero – изтребител (Япония)
- D3A1 – пикиращ бомбардировач (Япония)
- Messerschmitt Bf 110 – изтребител-бомбардировач (Германия, Италия, от The Road To Rome)

#### Морска
- IJN Ямато – линеен кораб (Япония)
- IJN Клас Акизуки – разрушител (Япония)
- IJN Клас Шокаку – самолетоносач (Япония)
- Тип VII C – подводница (Япония)
- Дайхацу – десантна лодка (Япония)
- LCVP – десантна лодка (Италия, от The Road To Rome)

#### Стационарна
- MG42 – тежка картечница (Германия, Япония, Италия)
- 7.5 cm PaK 40 – артилерийско оръдие (Германия, Италия, от The Road To Rome)